# Schlacht bei Prestonpans
Die Schlacht bei Prestonpans vom 21. September 1745 zwischen Truppen der britischen Krone und der Armee der Jakobiten unter Prinz Charles Edward Stuart fand während des schottischen Jakobitenaufstands von 1745 südöstlich von Edinburgh in Schottland statt und endete mit einem Sieg der Jakobiten.

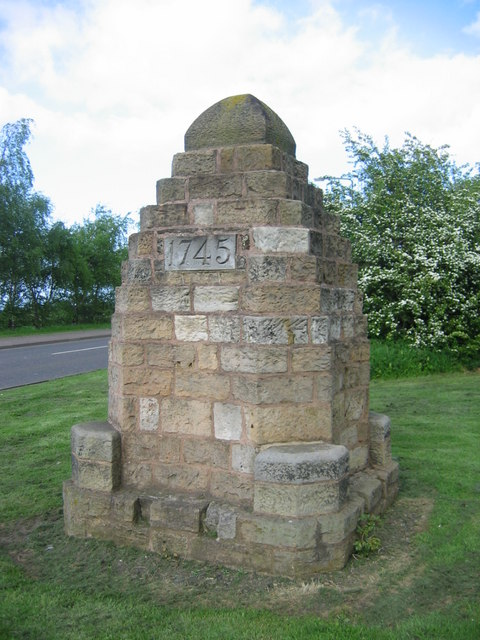
Denkmal in der Nähe des Schlachtfeldes

## Geschichtlicher Hintergrund
Nachdem eine französische Invasion in England während des Österreichischen Erbfolgekriegs Anfang 1744 zwar geplant, aber nicht zustande gekommen war und auch die Jakobiten in Schottland und England zögerten, sich zu erheben, rüstete Charles Edward Stuart auf eigene Kosten zwei französische Kriegsschiffe aus und landete am 25. Juli 1745 mit sieben Begleitern in der Nähe von Moidart im schottischen Hochland, um auf diese Weise eine Revolte der Jakobiten in Gang zu bringen, die Franzosen zu seiner Unterstützung zu bewegen und seinem Vater den Thron zurückzuerobern. In Glenfinnan richtete er am 19. August seine Standarte auf. Trotz großer Bedenken der Jakobiten schlossen sich ihm vor allem Angehörige der Hochland-Clans Cameron, Macdonald und MacLean an. Mit etwa 3.000 Mann marschierte er am 17. September 1745 in der Hauptstadt Edinburgh ein. Die aus zwei Dragonerregimentern bestehende Garnison floh überstürzt und überließ die Stadt Prinz Charles. Lediglich die Festung Edinburgh Castle wurde von britischen Soldaten gehalten.
General Sir John Cope, der Oberbefehlshaber der Regierungstruppen in Schottland, hielt sich mit vier Infanterieregimentern in Aberdeen auf. Seine Truppen wurden per Schiff nach Dunbar verlegt, um die Hauptstadt von Süden her zurückzuerobern, schlossen sich mit den Dragonern zusammen und marschierten entlang der Küstenstraße auf Edinburgh. Insgesamt umfasste seine Armee 2.300 Mann mit sechs Geschützen. Da die besten britischen Linientruppen wegen des Österreichischen Erbfolgekriegs in Belgien standen, verfügte er nur über unerfahrene und schlecht ausgebildete Soldaten, die kaum kampftauglich waren. Die Hochländer von Prinz Charles hingegen waren zwar undiszipliniert, aber hoch motiviert.

## Schlachtverlauf

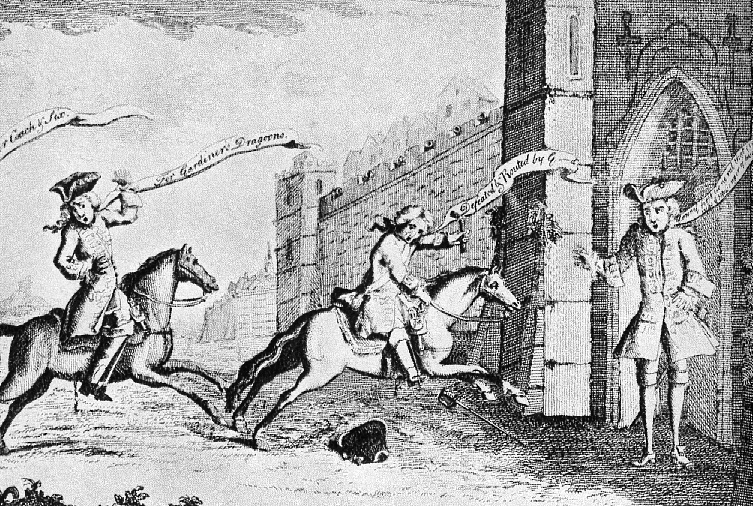
Karikatur des flüchtenden John Cope nach der verlorenen Schlacht.

Charles stellte sich Copes Truppen bei Prestonpans südöstlich von Edinburgh mit etwa 2.500 Mann entgegen. Nachdem die Kavallerie die Jakobiten entdeckt hatte, postierte Cope seine Armee hinter einem Sumpf mit dem Rücken zur See. Während der Nacht vom 20. zum 21. September fanden die Hochländer jedoch einen Weg durch den Sumpf, der sie in die linke Flanke der Regierungstruppen brachte. Cope ließ seine Soldaten daraufhin umschwenken und postierte seine Infanterie in der Mitte, die Artillerie auf dem rechten Flügel und die Dragoner auf beiden Seiten. Die Hochländer griffen mit gezogenen Breitschwertern an, woraufhin die Artilleristen die Flucht ergriffen. Lediglich zwei Offiziere blieben und versuchten, die sechs Geschütze zu bedienen. Die Kavalleristen ergriffen angesichts des Angriffs ebenfalls die Flucht, woraufhin Copes gesamte Armee auseinanderbrach und überrannt wurde, soweit sie nicht floh. Nennenswerter Widerstand wurde nicht geleistet. Nur einem Teil der Offiziere gelang es, Teile der Regimenter zusammenzuhalten. Lediglich den Dragonern gelang es in nennenswerter Anzahl, zu entkommen, die Infanteristen wurden bis auf etwa 170 Soldaten getötet, verwundet oder gefangen genommen. Copes Armee verlor etwa 300 Gefallene, 400 bis 500 Verwundete und zwischen 1.400 und 1.500 Gefangene. Die Hochländer zählten lediglich etwa 30 Tote und 70 Verwundete. Cope entkam und ritt an der Spitze der Flüchtlinge in Berwick-upon-Tweed ein. Er wurde später verspottet, er sei der erste General gewesen, der die Nachricht von seiner eigenen Niederlage überbrachte.

## Folgen
Mit der Vernichtung von Copes Armee fiel ganz Schottland ohne Widerstand in die Hände von Prinz Charles. Lediglich die Festungen von Edinburgh und Stirling blieben in der Hand der Regierungstruppen. Die Schlacht demonstrierte deren mangelhafte Qualität ebenso wie die Kampfkraft der Hochländer, deren Angriffe mit gezogener Waffe eine erhebliche psychologische Wirkung hatten. Der Sieg von Prestonpans brachte Prinz Charles den vorläufigen Erfolg seines kühnen Unternehmens, das jedoch nach einer vergeblichen Invasion in England und einem weiteren Sieg der Hochländer bei Falkirk am 16. April 1746 in der Katastrophe der Schlacht bei Culloden endete.

## Rezeption
Die Schlacht wird in Walter Scotts Roman Waverley ausführlich beschrieben und kommt auch in der Fernsehserie Outlander vor.